# Гай Сервилий Аксила
Гай Сервилий Аксила (на латински: Caius Servilius Axilla; Gaio Servilio Strutto Axilla) е политик на ранната Римска република през 5 век пр.н.е. Произлиза от патриианската фамилия Сервилии.

## Политическа кариера
През 419 пр.н.е., 418 пр.н.е. и 417 пр.н.е. той е консулски военен трибун. Тит Ливий не споменава Гай Сервилий Аксила като трибун през 419 г., според него длъжността се изпълнява от лице с когномен Структ. Споменат е за пръв път като военен трибун през 418 пр.н.е., а за втори път през 417 пр.н.е.
През 418 пр.н.е. е началник на конницата, когато диктатор е баща му Квинт Сервилий Структ Приск Фидена. През тази година римската армия е разбита от еквите и жителите на Лабикум (Labicum) поради препирни и некомпетентност на консулските военни трибуни. Квинт Сервилий Структ Приск Фидена е назначен за диктатор за провеждане на военна кампания, която се увенчава с успех и града е завзет.